# Campeonato de Fútbol de Costa Rica 1995-1996
La temporada 1995-96 de la Liga Superior fue la 77.ª edición de la máxima categoría del sistema de Ligas costarricenses de fútbol. Se disputó desde el 3 de septiembre de 1995 y concluyó el 31 de julio de 1996.

## Sistema de competición
La temporada de la Liga Superior estuvo conformada en dos partes:
- Fase de clasificación: Se integró por las 44 jornadas del certamen.
- Fase final: Se integró por los cuartos de final, semifinal y final.
- Gran final: Disputaron la serie el líder de la clasificación y el ganador de la final de segunda ronda.

### Fase de clasificación
En la fase de clasificación se observó el sistema de puntos. La ubicación en la tabla general, estuvo sujeta a lo siguiente:
- Por juego ganado se otorgaron tres puntos.
- Por juego empatado se otorgó un punto.
- Por juego perdido no se otorgaron puntos.

En esta fase participaron los 12 clubes de la Liga Superior jugando todos contra todos durante las 44 jornadas respectivas a lo largo de la temporada, a visita recíproca durante cuatro vueltas.
El orden de los clubes al final de la fase de clasificación del torneo correspondió a la suma de los puntos obtenidos por cada uno de ellos y se presentó en forma descendente. Si al finalizar las 44 jornadas del torneo, dos o más clubes estuviesen empatados en puntos, su posición en la tabla general fue determinada atendiendo a los siguientes criterios de desempate:
1. Mayor diferencia positiva general de goles. Este resultado se obtiene mediante la sumatoria de los goles anotados a todos los rivales, en cada campeonato menos los goles recibidos de estos.
2. Mayor cantidad de goles a favor, anotados a todos los rivales dentro de la misma competencia.
3. Mejor puntuación particular que hayan conseguido en las confrontaciones particulares entre ellos mismos.
4. Mayor diferencia positiva particular de goles, la cual se obtiene sumando los goles de los equipos empatados y restándole los goles recibidos.
5. Mayor cantidad de goles a favor que hayan conseguido en las confrontaciones entre ellos mismos.
6. Como última alternativa, el ente organizador realizaría un sorteo para el desempate.

El penúltimo equipo clasificado disputaría una serie por la permanencia contra un representante de la segunda categoría, mientras que el último de la tabla sería reemplazado por el campeón de dicha categoría.

### Fase final
Los ocho clubes clasificados para cuartos de final fueron reubicados de acuerdo con el lugar que ocuparon en la tabla general al término de la jornada 44, con el puesto del número uno al club mejor clasificado, y así hasta el número 8.
Los clubes vencedores en los partidos de cuartos de final, semifinal y final fueron aquellos que en los dos juegos anotaron el mayor número de goles. De existir empate en el número de goles anotados, la series se extendían a tiempos suplementarios y si la igualdad persistía, se llevaban a cabo lanzamientos desde el punto de penal.
Los partidos de cuartos de final se jugaron de la siguiente manera:
2.° vs 6.°

3.° vs 7.°

4.° vs 8.°
En las semifinales participaron los cuatro clubes vencedores de cuartos de final, reubicándolos del uno al cuatro, de acuerdo a su mejor posición en la tabla general de clasificación al término de la jornada 44 del torneo correspondiente, enfrentándose:
Disputaron la final de segunda ronda los dos clubes vencedores de la fase semifinal correspondiente, reubicándolos del uno al dos, de acuerdo a su mejor posición en la tabla general de clasificación al término de la jornada 44 del torneo. Si el equipo que finalizó líder resultaba vencedor de esta serie, se proclamaría campeón automáticamente. Sin embargo, si el rival superaba esta final, obligaría a una nueva serie final por el título.

### Gran final
Se disputó entre el vencedor de la final de segunda ronda y el líder de la clasificación a dos partidos en visita recíproca para definir al campeón de la temporada.

## Información de los equipos
Tomaron parte en el torneo doce clubes, destacando los ascensos a la máxima categoría de Guanacasteca como campeón de Segunda División y Carmelita como ganador de la serie de promoción.
| Equipo        | Entrenador          | Ciudad     | Estadio          |
| ------------- | ------------------- | ---------- | ---------------- |
| Alajuelense   | Valdeir Vieira      | Alajuela   | Morera Soto      |
| Belén         | Alexandre Guimarães | Belén      | El Pedregal      |
| Carmelita     | Enrique Vásquez     | Alajuela   | Morera Soto      |
| Cartaginés    | Rolando Villalobos  | Cartago    | "Fello" Meza     |
| Guanacasteca  | Carlos Avedissian   | Nicoya     | Chorotega        |
| Herediano     | Juan Luis Hernández | Heredia    | Rosabal Cordero  |
| Pérez Zeledón | Juan José Gámez     | San Isidro | Municipal        |
| Puntarenas    | Carlos Vargas       | Puntarenas | "Lito" Pérez     |
| Ramonense     | Luis Bonilla        | San Ramón  | Guillermo Vargas |
| San Carlos    | Freddy Kopper       | Quesada    | Carlos Ugalde    |
| Saprissa      | Carlos Watson       | Tibás      | Ricardo Saprissa |
| Turrialba     | Nibaldo Santana     | Turrialba  | Rafael Camacho   |

### Relevo de plazas
| Descendidos a Liga Mayor |
| ------------------------ |
| A. D. Sagrada Familia    |
| A. D. Limonense          |

| Ascendidos de Liga Mayor |
| ------------------------ |
| A. D. Carmelita          |
| A. D. Guanacasteca       |

## Primera fase

### Clasificación
| Pos. | Equipo               | Pts. | PJ | G  | E  | P  | GF | GC | Dif. | Notas                                          |
| ---- | -------------------- | ---- | -- | -- | -- | -- | -- | -- | ---- | ---------------------------------------------- |
| 1    | L. D. Alajuelense    | 90   | 44 | 25 | 15 | 4  | 82 | 32 | +50  | Clasifica a cuartos de final y a la gran final |
| 2    | C. S. Herediano      | 82   | 44 | 24 | 10 | 10 | 64 | 37 | +27  | Clasifica a cuartos de final                   |
| 3    | Deportivo Saprissa   | 80   | 44 | 22 | 14 | 8  | 68 | 34 | +34  | Clasifica a cuartos de final                   |
| 4    | C. S. Cartaginés     | 70   | 44 | 19 | 13 | 12 | 54 | 43 | +11  | Clasifica a cuartos de final                   |
| 5    | A. D. Belén          | 68   | 44 | 17 | 17 | 10 | 54 | 35 | +19  | Clasifica a cuartos de final                   |
| 6    | Municipal Puntarenas | 57   | 44 | 15 | 12 | 17 | 47 | 55 | −8   | Clasifica a cuartos de final                   |
| 7    | A. D. San Carlos     | 55   | 44 | 15 | 10 | 19 | 47 | 67 | −20  | Clasifica a cuartos de final                   |
| 8    | A. D. Ramonense      | 51   | 44 | 15 | 6  | 23 | 50 | 71 | −21  | Clasifica a cuartos de final                   |
| 9    | A. D. Carmelita      | 50   | 44 | 12 | 14 | 18 | 41 | 54 | −13  |                                                |
| 10   | Pérez Zeledón        | 44   | 44 | 10 | 14 | 20 | 37 | 51 | −14  |                                                |
| 11   | Municipal Turrialba  | 38   | 44 | 10 | 8  | 26 | 38 | 69 | −31  | Promoción por la permanencia                   |
| 12   | A. D. Guanacasteca   | 35   | 44 | 8  | 11 | 25 | 43 | 77 | −34  | Descenso de categoría                          |

 Fuente: La República
Criterios de clasificación: Puntos · Diferencia de goles · Goles a favor

## Resultados
- Los horarios corresponden al tiempo de Costa Rica (UTC-6).
- El calendario de los partidos se presentó el 1 de agosto de 1995.[1]

| Saprissa           | 4 - 0 | Herediano  | Ricardo Saprissa | 3 de septiembre | 11:00 |       |
| Pérez Zeledón      | 3 - 0 | San Carlos | Municipal        | 3 de septiembre | 11:00 | 358   |
| Turrialba          | 2 - 1 | Belén      | Rafael Camacho   | 3 de septiembre | 11:00 | 572   |
| Cartaginés         | 1 - 1 | Carmelita  | Fello Meza       | 3 de septiembre | 12:00 | 1 360 |
| Guanacasteca       | 1 - 2 | Puntarenas | Chorotega        | 3 de septiembre | 12:00 | 1 049 |
| Alajuelense        | 3 - 2 | Ramonense  | Morera Soto      | 7 de septiembre | 20:00 |       |
| Total de goles: 20 |       |            |                  |                 |       |       |

| San Carlos         | 1 - 2 | Alajuelense   | Carlos Ugalde    | 10 de septiembre | 11:00 |       |
| Herediano          | 0 - 1 | Cartaginés    | Rosabal Cordero  | 10 de septiembre | 11:00 | 2 380 |
| Puntarenas         | 0 - 1 | Saprissa      | Lito Pérez       | 10 de septiembre | 11:00 | 2 881 |
| Belén              | 3 - 1 | Guanacasteca  | El Pedregal      | 10 de septiembre | 11:00 |       |
| Carmelita          | 2 - 2 | Pérez Zeledón | Morera Soto      | 10 de septiembre | 11:00 |       |
| Ramonense          | 2 - 0 | Turrialba     | Guillermo Vargas | 13 de septiembre | 11:00 | 223   |
| Total de goles: 15 |       |               |                  |                  |       |       |

| Alajuelense        | 1 - 1 | Carmelita  | Morera Soto    | 17 de septiembre | 11:00 |       |
| Pérez Zeledón      | 0 - 0 | Herediano  | Municipal      | 17 de septiembre | 11:00 | 1 056 |
| Cartaginés         | 0 - 1 | Puntarenas | Fello Meza     | 17 de septiembre | 11:00 | 1 108 |
| Belén              | 2 - 1 | Ramonense  | El Pedregal    | 17 de septiembre | 11:00 | 516   |
| Turrialba          | 3 - 0 | San Carlos | Rafael Camacho | 17 de septiembre | 11:00 | 459   |
| Guanacasteca       | 0 - 3 | Saprissa   | Chorotega      | 17 de septiembre | 12:00 | 2 829 |
| Total de goles: 12 |       |            |                |                  |       |       |

| San Carlos         | 1 - 1 | Belén         | Carlos Ugalde    | 23 de septiembre | 20:00 | 573   |
| Ramonense          | 1 - 1 | Guanacasteca  | Guillermo Vargas | 24 de septiembre | 11:00 | 327   |
| Carmelita          | 3 - 3 | Turrialba     | Morera Soto      | 24 de septiembre | 11:00 |       |
| Puntarenas         | 2 - 0 | Pérez Zeledón | Lito Pérez       | 24 de septiembre | 11:00 | 815   |
| Herediano          | 1 - 2 | Alajuelense   | Rosabal Cordero  | 24 de septiembre | 11:00 |       |
| Saprissa           | 3 - 1 | Cartaginés    | Ricardo Saprissa | 24 de septiembre | 11:00 | 3 272 |
| Total de goles: 19 |       |               |                  |                  |       |       |

| Pérez Zeledón      | 0 - 2 | Saprissa   | Municipal        | 1 de octubre | 11:00 | 1 932 |
| Alajuelense        | 2 - 1 | Puntarenas | Morera Soto      | 1 de octubre | 11:00 |       |
| Turrialba          | 0 - 2 | Herediano  | Rafael Camacho   | 1 de octubre | 11:00 | 1 235 |
| Ramonense          | 5 - 1 | San Carlos | Guillermo Vargas | 1 de octubre | 11:00 | 316   |
| Belén              | 0 - 1 | Carmelita  | El Pedregal      | 1 de octubre | 11:00 |       |
| Guanacasteca       | 0 - 3 | Cartaginés | Chorotega        | 1 de octubre | 12:00 | 723   |
| Total de goles: 17 |       |            |                  |              |       |       |

| Puntarenas         | 2 - 1 | Turrialba     | Lito Pérez       | 7 de octubre   | 19:00 | 938   |
| San Carlos         | 3 - 2 | Guanacasteca  | Carlos Ugalde    | 8 de octubre   | 15:00 | 693   |
| Carmelita          | 2 - 0 | Ramonense     | Morera Soto      | 18 de octubre  | 18:00 |       |
| Cartaginés         | 1 - 1 | Pérez Zeledón | Fello Meza       | 19 de octubre  | 20:00 |       |
| Saprissa           | 0 - 0 | Alajuelense   | Ricardo Saprissa | 1 de noviembre | 20:00 |       |
| Herediano          | 1 - 2 | Belén         | Rosabal Cordero  | 1 de noviembre | 20:00 | 1 982 |
| Total de goles: 15 |       |               |                  |                |       |       |

| San Carlos         | 1 - 0 | Carmelita     | Carlos Ugalde    | 14 de octubre   | 20:00 | 651   |
| Turrialba          | 0 - 0 | Saprissa      | Rafael Camacho   | 15 de octubre   | 11:00 | 2 520 |
| Belén              | 0 - 0 | Puntarenas    | El Pedregal      | 15 de octubre   | 11:00 |       |
| Ramonense          | 1 - 5 | Herediano     | Guillermo Vargas | 25 de octubre   | 20:00 |       |
| Guanacasteca       | 2 - 2 | Pérez Zeledón | Chorotega        | 25 de octubre   | 20:00 |       |
| Alajuelense        | 0 - 0 | Cartaginés    | Morera Soto      | 22 de noviembre | 20:00 |       |
| Total de goles: 11 |       |               |                  |                 |       |       |

| Saprissa          | 1 - 0 | Belén        | Ricardo Saprissa | 22 de octubre  | 11:00 | 1 705 |
| Pérez Zeledón     | 1 - 0 | Alajuelense  | Municipal        | 22 de octubre  | 11:00 | 1 090 |
| Cartaginés        | 1 - 0 | Turrialba    | Fello Meza       | 22 de octubre  | 11:00 | 872   |
| Puntarenas        | 1 - 0 | Ramonense    | Lito Pérez       | 22 de octubre  | 11:00 | 939   |
| Carmelita         | 2 - 1 | Guanacasteca | Morera Soto      | 1 de noviembre | 20:00 |       |
| Herediano         | 1 - 0 | San Carlos   | Rosabal Cordero  | 8 de noviembre | 20:00 |       |
| Total de goles: 8 |       |              |                  |                |       |       |

| Belén              | 2 - 2 | Cartaginés    | El Pedregal      | 29 de octubre   | 11:00 |       |
| Guanacasteca       | 0 - 2 | Alajuelense   | Chorotega        | 29 de octubre   | 11:00 | 2 046 |
| Turrialba          | 2 - 2 | Pérez Zeledón | Rafael Camacho   | 29 de octubre   | 11:00 | 334   |
| San Carlos         | 2 - 0 | Puntarenas    | Carlos Ugalde    | 29 de octubre   | 11:00 |       |
| Ramonense          | 1 - 1 | Saprissa      | Guillermo Vargas | 8 de noviembre  | 20:00 | 1 500 |
| Carmelita          | 0 - 1 | Herediano     | Morera Soto      | 23 de noviembre | 20:00 | 920   |
| Total de goles: 15 |       |               |                  |                 |       |       |

| Guanacasteca       | 0 - 3 | Herediano  | Chorotega        | 5 de noviembre | 11:00 | 897 |
| Alajuelense        | 6 - 1 | Turrialba  | Morera Soto      | 5 de noviembre | 11:00 |     |
| Saprissa           | 2 - 0 | San Carlos | Ricardo Saprissa | 5 de noviembre | 11:00 |     |
| Puntarenas         | 1 - 1 | Carmelita  | Lito Pérez       | 5 de noviembre | 11:00 | 724 |
| Cartaginés         | 4 - 2 | Ramonense  | Fello Meza       | 5 de noviembre | 11:00 |     |
| Pérez Zeledón      | 1 - 1 | Belén      | Municipal        | 5 de noviembre | 11:00 | 182 |
| Total de goles: 22 |       |            |                  |                |       |     |

| Carmelita          | 2 - 1 | Saprissa      | Morera Soto      | 11 de noviembre | 20:00 | 4 267 |
| Turrialba          | 1 - 0 | Guanacasteca  | Rafael Camacho   | 12 de noviembre | 11:00 | 261   |
| Herediano          | 1 - 0 | Puntarenas    | Rosabal Cordero  | 12 de noviembre | 11:00 | 2 398 |
| Ramonense          | 1 - 0 | Pérez Zeledón | Guillermo Vargas | 12 de noviembre | 11:00 | 262   |
| Belén              | 1 - 1 | Alajuelense   | El Pedregal      | 12 de noviembre | 11:00 |       |
| San Carlos         | 3 - 0 | Cartaginés    | Carlos Ugalde    | 12 de noviembre | 15:00 | 631   |
| Total de goles: 11 |       |               |                  |                 |       |       |

| Belén              | 4 - 0 | Turrialba     | El Pedregal      | 15 de noviembre | 12:00 | 2 000 |
| Herediano          | 1 - 1 | Saprissa      | Rosabal Cordero  | 15 de noviembre | 20:00 | 7 693 |
| Carmelita          | 2 - 3 | Cartaginés    | Morera Soto      | 15 de noviembre | 20:00 |       |
| Ramonense          | 0 - 0 | Alajuelense   | Guillermo Vargas | 15 de noviembre | 20:00 | 2 100 |
| San Carlos         | 1 - 0 | Pérez Zeledón | Carlos Ugalde    | 15 de noviembre | 20:00 | 445   |
| Puntarenas         | 1 - 1 | Guanacasteca  | Lito Pérez       | 22 de noviembre | 19:00 | 674   |
| Total de goles: 14 |       |               |                  |                 |       |       |

| Cartaginés         | 2 - 0 | Herediano  | Fello Meza       | 18 de noviembre | 20:00 |       |
| Saprissa           | 4 - 1 | Puntarenas | Ricardo Saprissa | 19 de noviembre | 11:00 | 1 430 |
| Alajuelense        | 4 - 0 | San Carlos | Morera Soto      | 19 de noviembre | 11:00 |       |
| Turrialba          | 0 - 2 | Ramonense  | Rafael Camacho   | 19 de noviembre | 11:00 | 188   |
| Pérez Zeledón      | 2 - 1 | Carmelita  | Municipal        | 19 de noviembre | 11:00 |       |
| Guanacasteca       | 0 - 2 | Belén      | Chorotega        | 6 de diciembre  | 20:00 |       |
| Total de goles: 18 |       |            |                  |                 |       |       |

| Ramonense          | 3 - 1 | Belén         | Guillermo Vargas | 25 de noviembre | 19:30 | 549   |
| Herediano          | 1 - 0 | Pérez Zeledón | Rosabal Cordero  | 26 de noviembre | 11:00 | 1 398 |
| Puntarenas         | 0 - 0 | Cartaginés    | Lito Pérez       | 26 de noviembre | 11:00 | 147   |
| Saprissa           | 3 - 2 | Guanacasteca  | Ricardo Saprissa | 26 de noviembre | 12:00 | 1 287 |
| Carmelita          | 1 - 1 | Alajuelense   | Morera Soto      | 26 de noviembre | 15:00 | 3 853 |
| San Carlos         | 1 - 0 | Turrialba     | Carlos Ugalde    | 6 de diciembre  | 20:00 | 304   |
| Total de goles: 13 |       |               |                  |                 |       |       |

| Belén              | 5 - 0 | San Carlos | El Pedregal    | 29 de noviembre | 15:00 |  |
| Pérez Zeledón      | 0 - 1 | Puntarenas | Municipal      | 29 de noviembre | 19:00 |  |
| Alajuelense        | 2 - 0 | Herediano  | Morera Soto    | 29 de noviembre | 20:00 |  |
| Cartaginés         | 1 - 3 | Saprissa   | Fello Meza     | 29 de noviembre | 20:00 |  |
| Turrialba          | 2 - 0 | Carmelita  | Rafael Camacho | 29 de noviembre | 20:00 |  |
| Guanacasteca       | 1 - 0 | Ramonense  | Chorotega      | 29 de noviembre | 20:00 |  |
| Total de goles: 15 |       |            |                |                 |       |  |

| Cartaginés         | 1 - 0 | Guanacasteca  | Fello Meza       | 3 de diciembre | 11:00 | 448   |
| Herediano          | 2 - 0 | Turrialba     | Rosabal Cordero  | 3 de diciembre | 11:00 |       |
| Puntarenas         | 3 - 1 | Alajuelense   | Lito Pérez       | 3 de diciembre | 11:00 |       |
| Saprissa           | 2 - 0 | Pérez Zeledón | Ricardo Saprissa | 3 de diciembre | 15:00 | 3 058 |
| San Carlos         | 1 - 3 | Ramonense     | Carlos Ugalde    | 3 de diciembre | 15:00 | 281   |
| Carmelita          | 1 - 0 | Belén         | Morera Soto      | 3 de diciembre | 15:30 |       |
| Total de goles: 14 |       |               |                  |                |       |       |

| Alajuelense        | 1 - 1 | Saprissa   | Morera Soto      | 8 de diciembre  | 20:15 |     |
| Pérez Zeledón      | 2 - 0 | Cartaginés | Municipal        | 9 de diciembre  | 19:00 | 530 |
| Guanacasteca       | 3 - 0 | San Carlos | Chorotega        | 10 de diciembre | 11:00 | 539 |
| Turrialba          | 1 - 2 | Puntarenas | Rafael Camacho   | 10 de diciembre | 11:00 |     |
| Belén              | 1 - 1 | Herediano  | El Pedregal      | 10 de diciembre | 11:00 |     |
| Ramonense          | 1 - 1 | Carmelita  | Guillermo Vargas | 10 de diciembre | 15:00 |     |
| Total de goles: 14 |       |            |                  |                 |       |     |

| Carmelita          | 2 - 0 | San Carlos   | Morera Soto      | 13 de diciembre | 15:00 | 235    |
| Pérez Zeledón      | 1 - 2 | Guanacasteca | Municipal        | 13 de diciembre | 19:00 |        |
| Puntarenas         | 0 - 2 | Belén        | Lito Pérez       | 13 de diciembre | 20:00 | 939    |
| Herediano          | 3 - 0 | Ramonense    | Rosabal Cordero  | 13 de diciembre | 20:00 |        |
| Cartaginés         | 0 - 0 | Alajuelense  | Fello Meza       | 17 de diciembre | 20:00 | 18 159 |
| Saprissa           | 2 - 1 | Turrialba    | Ricardo Saprissa | 17 de diciembre | 20:00 | 1 252  |
| Total de goles: 13 |       |              |                  |                 |       |        |

| San Carlos         | 1 - 2 | Herediano     | Carlos Ugalde    | 16 de diciembre | 20:00 |       |
| Guanacasteca       | 2 - 1 | Carmelita     | Chorotega        | 17 de diciembre | 11:00 | 1 215 |
| Turrialba          | 2 - 0 | Cartaginés    | Rafael Camacho   | 17 de diciembre | 11:00 | 314   |
| Ramonense          | 1 - 2 | Puntarenas    | Guillermo Vargas | 17 de diciembre | 15:00 |       |
| Belén              | 1 - 1 | Saprissa      | El Pedregal      | 27 de diciembre | 15:00 |       |
| Alajuelense        | 3 - 2 | Pérez Zeledón | Morera Soto      | 27 de diciembre | 20:00 |       |
| Total de goles: 18 |       |               |                  |                 |       |       |

| Pérez Zeledón      | 1 - 1 | Turrialba    | Municipal        | 22 de diciembre | 19:00 |       |
| Puntarenas         | 1 - 2 | San Carlos   | Lito Pérez       | 22 de diciembre | 19:00 |       |
| Saprissa           | 3 - 2 | Ramonense    | Ricardo Saprissa | 23 de diciembre | 15:00 |       |
| Alajuelense        | 4 - 3 | Guanacasteca | Morera Soto      | 23 de diciembre | 20:00 |       |
| Cartaginés         | 3 - 1 | Belén        | Fello Meza       | 23 de diciembre | 20:00 | 287   |
| Herediano          | 3 - 1 | Carmelita    | Rosabal Cordero  | 23 de diciembre | 20:00 | 3 478 |
| Total de goles: 25 |       |              |                  |                 |       |       |

| Carmelita          | 2 - 3 | Puntarenas    | Morera Soto      | 29 de diciembre | 20:00 |       |
| Ramonense          | 1 - 0 | Cartaginés    | Guillermo Vargas | 29 de diciembre | 20:00 |       |
| Belén              | 1 - 0 | Pérez Zeledón | El Pedregal      | 30 de diciembre | 15:00 |       |
| Herediano          | 1 - 0 | Guanacasteca  | Rosabal Cordero  | 30 de diciembre | 20:00 |       |
| Turrialba          | 1 - 1 | Alajuelense   | Rafael Camacho   | 30 de diciembre | 20:00 |       |
| San Carlos         | 1 - 0 | Saprissa      | Carlos Ugalde    | 30 de diciembre | 20:00 | 1 372 |
| Total de goles: 11 |       |               |                  |                 |       |       |

| Pérez Zeledón      | 2 - 0 | Ramonense  | Municipal        |       | 19:00 | 665   |
| Alajuelense        | 2 - 0 | Belén      | El Pedregal      |       | 20:00 | 3 960 |
| Cartaginés         | 4 - 2 | San Carlos | Fello Meza       | 20:00 |       |       |
| Puntarenas         | 0 - 3 | Herediano  | Lito Pérez       |       | 11:00 | 2 635 |
| Guanacasteca       | 2 - 0 | Turrialba  | Chorotega        | 11:00 | 1 203 |       |
| Saprissa           | 3 - 1 | Carmelita  | Ricardo Saprissa | 15:00 | 2 928 |       |
| Total de goles: 19 |       |            |                  |       |       |       |

| Pérez Zeledón      | 1 - 1 | San Carlos | Municipal        |               | 19:00 | 527 |
| Guanacasteca       | 0 - 0 | Puntarenas | Chorotega        | 19:00         | 1 596 |     |
| Alajuelense        | 3 - 1 | Ramonense  | Morera Soto      | 20:00         |       |     |
| Saprissa           | 1 - 2 | Herediano  | Ricardo Saprissa | 20:00         |       |     |
| Cartaginés         | 0 - 0 | Carmelita  | Fello Meza       | 20:00         | 182   |     |
| Turrialba          | 2 - 2 | Belén      | Rafael Camacho   | 28 de febrero | 20:00 | 327 |
| Total de goles: 13 |       |            |                  |               |       |     |

| Puntarenas        | 1 - 1 | Saprissa      | Lito Pérez       |       | 11:00 |  |
| Herediano         | 0 - 1 | Cartaginés    | Rosabal Cordero  | 11:00 |       |  |
| San Carlos        | 0 - 2 | Alajuelense   | Carlos Ugalde    | 11:00 |       |  |
| Ramonense         | 1 - 0 | Turrialba     | Guillermo Vargas | 11:00 |       |  |
| Carmelita         | 1 - 0 | Pérez Zeledón | Morera Soto      | 15:00 | 235   |  |
| Belén             | 1 - 0 | Guanacasteca  | El Pedregal      | 15:00 |       |  |
| Total de goles: 8 |       |               |                  |       |       |  |

| Pérez Zeledón     | 1 - 0 | Herediano  | Municipal      |       | 19:00 | 1 213 |
| Alajuelense       | 0 - 0 | Carmelita  | Morera Soto    |       | 20:00 |       |
| Guanacasteca      | 1 - 0 | Saprissa   | Chorotega      |       | 11:00 |       |
| Turrialba         | 0 - 1 | San Carlos | Rafael Camacho | 11:00 | 600   |       |
| Cartaginés        | 2 - 0 | Puntarenas | Fello Meza     | 11:00 | 936   |       |
| Belén             | 2 - 0 | Ramonense  | El Pedregal    | 15:00 | 281   |       |
| Total de goles: 7 |       |            |                |       |       |       |

| Carmelita          | 0 - 1 | Turrialba     | Morera Soto      |       | 18:00 |  |
| San Carlos         | 0 - 0 | Belén         | Palmareño Solís  | 18:00 |       |  |
| Ramonense          | 2 - 1 | Guanacasteca  | Guillermo Vargas | 19:00 | 327   |  |
| Puntarenas         | 2 - 0 | Pérez Zeledón | Lito Pérez       | 19:00 | 466   |  |
| Saprissa           | 0 - 0 | Cartaginés    | Ricardo Saprissa | 20:00 | 1 911 |  |
| Herediano          | 1 - 3 | Alajuelense   | Rosabal Cordero  | 20:00 |       |  |
| Total de goles: 10 |       |               |                  |       |       |  |

| Alajuelense       | 1 - 0 | Puntarenas | Morera Soto      |       | 20:00 | 7 123 |
| Turrialba         | 1 - 2 | Herediano  | Rafael Camacho   | 20:00 |       |       |
| Guanacasteca      | 0 - 2 | Cartaginés | Chorotega        |       | 11:00 | 1 217 |
| Belén             | 2 - 0 | Carmelita  | El Pedregal      | 11:00 |       |       |
| Pérez Zeledón     | 1 - 0 | Saprissa   | Municipal        | 12:00 | 1 206 |       |
| Ramonense         | 0 - 0 | San Carlos | Guillermo Vargas | 15:00 |       |       |
| Total de goles: 9 |       |            |                  |       |       |       |

| Carmelita          | 2 - 1 | Ramonense     | Morera Soto      | 2 de febrero | 20:00 |       |
| Saprissa           | 1 - 0 | Alajuelense   | Ricardo Saprissa | 3 de febrero | 20:00 |       |
| Cartaginés         | 1 - 0 | Pérez Zeledón | Fello Meza       | 3 de febrero | 20:00 | 942   |
| Puntarenas         | 3 - 1 | Turrialba     | Lito Pérez       | 4 de febrero | 11:00 | 405   |
| Herediano          | 1 - 1 | Belén         | Rosabal Cordero  | 4 de febrero | 12:00 | 1 940 |
| San Carlos         | 3 - 0 | Guanacasteca  | Carlos Ugalde    | 4 de febrero | 15:00 | 346   |
| Total de goles: 14 |       |               |                  |              |       |       |

| Guanacasteca      | 1 - 1 | Pérez Zeledón | Chorotega        | 7 de febrero | 19:00 |     |
| Turrialba         | 0 - 0 | Saprissa      | Rafael Camacho   | 7 de febrero | 20:00 |     |
| Belén             | 1 - 0 | Puntarenas    | El Pedregal      | 8 de febrero | 15:00 |     |
| Alajuelense       | 1 - 1 | Cartaginés    | Morera Soto      | 8 de febrero | 20:00 |     |
| San Carlos        | 0 - 1 | Carmelita     | Carlos Ugalde    | 8 de febrero | 20:00 |     |
| Ramonense         | 2 - 1 | Herediano     | Guillermo Vargas | 8 de febrero | 20:00 | 600 |
| Total de goles: 9 |       |               |                  |              |       |     |

| Puntarenas         | 5 - 2 | Ramonense    | Lito Pérez       | 11 de febrero | 11:00 | 369   |
| Cartaginés         | 1 - 0 | Turrialba    | Fello Meza       | 11 de febrero | 11:00 | 927   |
| Pérez Zeledón      | 1 - 0 | Alajuelense  | Municipal        | 11 de febrero | 11:00 | 1 050 |
| Herediano          | 2 - 1 | San Carlos   | Rosabal Cordero  | 11 de febrero | 11:00 | 905   |
| Carmelita          | 2 - 1 | Guanacasteca | Morera Soto      | 11 de febrero | 16:00 |       |
| Saprissa           | 0 - 0 | Belén        | Ricardo Saprissa | 11 de febrero | 16:00 | 2 105 |
| Total de goles: 15 |       |              |                  |               |       |       |

| Ramonense          | 1 - 0 | Saprissa      | Guillermo Vargas | 16 de febrero | 20:00 |  |
| Carmelita          |       | Herediano     | Morera Soto      | 16 de febrero |       |  |
| San Carlos         | 2 - 1 | Puntarenas    | Carlos Ugalde    | 17 de febrero | 20:00 |  |
| Guanacasteca       | 1 - 5 | Alajuelense   | Chorotega        | 18 de febrero | 11:00 |  |
| Turrialba          |       | Pérez Zeledón | Rafael Camacho   | 18 de febrero | 11:00 |  |
| Cartaginés         | 1 - 0 | Belén         | Fello Meza       | 3 de abril    | 20:00 |  |
| Total de goles: 11 |       |               |                  |               |       |  |

| Pérez Zeledón      | 0 - 1 | Belén      | Municipal        | 21 de febrero | 19:00 | 487 |
| Alajuelense        | 2 - 0 | Turrialba  | Morera Soto      | 21 de febrero | 20:00 |     |
| Saprissa           | 3 - 1 | San Carlos | Ricardo Saprissa | 21 de febrero | 20:00 | 585 |
| Guanacasteca       | 1 - 1 | Herediano  | Chorotega        | 21 de febrero | 20:00 |     |
| Puntarenas         | 0 - 0 | Carmelita  | Lito Pérez       | 21 de febrero | 20:00 | 529 |
| Cartaginés         | 4 - 1 | Ramonense  | Fello Meza       | 27 de marzo   | 20:00 | 351 |
| Total de goles: 14 |       |            |                  |               |       |     |

| Herediano          | 4 - 0 | Puntarenas    | Rosabal Cordero  | 25 de febrero | 11:00 |     |
| Turrialba          | 2 - 1 | Guanacasteca  | Rafael Camacho   | 25 de febrero | 11:00 | 283 |
| Carmelita          | 0 - 2 | Saprissa      | Morera Soto      | 25 de febrero | 12:00 |     |
| Belén              | 0 - 0 | Alajuelense   | El Pedregal      | 25 de febrero | 15:00 |     |
| Ramonense          | 1 - 0 | Pérez Zeledón | Guillermo Vargas | 25 de febrero | 17:00 | 371 |
| Cartaginés         | 3 - 0 | San Carlos    | Fello Meza       | 17 de abril   | 20:00 | 177 |
| Total de goles: 13 |       |               |                  |               |       |     |

| Carmelita          | 0 - 0 | Cartaginés    | Morera Soto      | 1 de marzo | 20:00 |       |
| San Carlos         | 1 - 0 | Pérez Zeledón | Carlos Ugalde    | 2 de marzo | 20:00 |       |
| Herediano          | 3 - 0 | Saprissa      | Rosabal Cordero  | 3 de marzo | 11:00 | 6 208 |
| Puntarenas         | 1 - 1 | Guanacasteca  | Lito Pérez       | 3 de marzo | 11:00 | 552   |
| Belén              | 2 - 1 | Turrialba     | El Pedregal      | 3 de marzo | 15:00 |       |
| Ramonense          | 0 - 2 | Alajuelense   | Guillermo Vargas | 3 de marzo | 15:00 | 1 500 |
| Total de goles: 11 |       |               |                  |            |       |       |

| Pérez Zeledón      | 0 - 1 | Carmelita  | Municipal        | 6 de marzo | 19:00 | 256 |
| Turrialba          | 0 - 1 | Ramonense  | Rafael Camacho   | 6 de marzo | 20:00 |     |
| Saprissa           | 3 - 1 | Puntarenas | Ricardo Saprissa | 6 de marzo | 20:00 | 601 |
| Guanacasteca       | 1 - 1 | Belén      | Chorotega        | 6 de marzo | 20:00 |     |
| Alajuelense        | 2 - 2 | San Carlos | Morera Soto      | 6 de marzo | 20:00 |     |
| Cartaginés         | 0 - 1 | Herediano  | Fello Meza       | 6 de marzo | 20:00 |     |
| Total de goles: 13 |       |            |                  |            |       |     |

| San Carlos         | 2 - 0 | Turrialba     | Carlos Ugalde    | 9 de marzo  | 20:00 |       |
| Herediano          | 2 - 2 | Pérez Zeledón | Rosabal Cordero  | 10 de marzo | 11:00 | 2 924 |
| Puntarenas         | 2 - 1 | Cartaginés    | Lito Pérez       | 10 de marzo | 11:00 | 451   |
| Ramonense          | 0 - 0 | Belén         | Guillermo Vargas | 10 de marzo | 15:00 | 302   |
| Saprissa           | 2 - 1 | Guanacasteca  | Ricardo Saprissa | 10 de marzo | 16:00 |       |
| Carmelita          | 0 - 2 | Alajuelense   | Morera Soto      | 27 de marzo | 20:00 | 2 035 |
| Total de goles: 14 |       |               |                  |             |       |       |

| Pérez Zeledón     | 0 - 0 | Puntarenas | Municipal      | 15 de marzo | 19:00 | 439   |
| Alajuelense       | 1 - 1 | Herediano  | Morera Soto    | 16 de marzo | 20:00 |       |
| Turrialba         | 0 - 0 | Carmelita  | Rafael Camacho | 16 de marzo | 11:00 | 227   |
| Guanacasteca      | 1 - 0 | Ramonense  | Chorotega      | 16 de marzo | 12:00 |       |
| Belén             | 2 - 1 | San Carlos | El Pedregal    | 16 de marzo | 15:00 |       |
| Cartaginés        | 0 - 0 | Saprissa   | Fello Meza     | 24 de abril | 20:00 | 1 779 |
| Total de goles: 6 |       |            |                |             |       |       |

| Puntarenas         | 0 - 1 | Alajuelense   | Lito Pérez       | 20 de marzo | 19:00 | 2 024 |
| Herediano          | 2 - 0 | Turrialba     | Rosabal Cordero  | 20 de marzo | 20:00 | 1 867 |
| Cartaginés         | 2 - 1 | Guanacasteca  | Fello Meza       | 20 de marzo | 20:00 | 339   |
| Carmelita          | 1 - 3 | Belén         | Morera Soto      | 20 de marzo | 20:00 | 82    |
| San Carlos         | 3 - 0 | Ramonense     | Carlos Ugalde    | 20 de marzo | 20:00 |       |
| Saprissa           | 0 - 0 | Pérez Zeledón | Ricardo Saprissa | 20 de marzo | 20:00 |       |
| Total de goles: 13 |       |               |                  |             |       |       |

| Alajuelense        | 0 - 0 | Saprissa   | Morera Soto      | 23 de marzo | 20:00 |     |
| Pérez Zeledón      | 2 - 3 | Cartaginés | Municipal        | 24 de marzo | 11:00 |     |
| Turrialba          | 2 - 1 | Puntarenas | Rafael Camacho   | 24 de marzo | 11:00 |     |
| Guanacasteca       | 1 - 1 | San Carlos | Chorotega        | 24 de marzo | 12:00 |     |
| Ramonense          | 1 - 2 | Carmelita  | Guillermo Vargas | 24 de marzo | 15:00 | 196 |
| Belén              | 0 - 0 | Herediano  | El Pedregal      | 24 de marzo | 15:00 |     |
| Total de goles: 13 |       |            |                  |             |       |     |

| Pérez Zeledón      | 2 - 2 | Guanacasteca | Municipal        | 29 de marzo | 19:00 |     |
| Herediano          | 2 - 1 | Ramonense    | Rosabal Cordero  | 31 de marzo | 11:00 |     |
| Puntarenas         | 1 - 2 | Belén        | Lito Pérez       | 31 de marzo | 11:00 | 348 |
| Cartaginés         | 1 - 3 | Alajuelense  | Fello Meza       | 31 de marzo | 12:00 |     |
| Carmelita          | 0 - 1 | San Carlos   | Nacional         | 31 de marzo | 15:00 |     |
| Saprissa           | 4 - 1 | Turrialba    | Ricardo Saprissa | 31 de marzo | 16:00 |     |
| Total de goles: 20 |       |              |                  |             |       |     |

| Ramonense          | 2 - 1 | Puntarenas    | Guillermo Vargas | 13 de abril | 20:00 | 394 |
| Alajuelense        | 5 - 1 | Pérez Zeledón | Morera Soto      | 14 de abril | 11:00 |     |
| Belén              | 1 - 1 | Saprissa      | El Pedregal      | 14 de abril | 11:00 |     |
| Turrialba          | 2 - 0 | Cartaginés    | Rafael Camacho   | 14 de abril | 12:00 | 469 |
| Guanacasteca       | 0 - 0 | Carmelita     | Chorotega        | 14 de abril | 12:00 |     |
| San Carlos         | 1 - 1 | Herediano     | Carlos Ugalde    | 14 de abril | 16:00 |     |
| Total de goles: 15 |       |               |                  |             |       |     |

| Herediano          | 2 - 0 | Carmelita    | Rosabal Cordero  | 20 de abril | 20:00 |     |
| Puntarenas         | 2 - 2 | San Carlos   | Lito Pérez       | 21 de abril | 11:00 | 202 |
| Pérez Zeledón      | 1 - 1 | Turrialba    | Municipal        | 21 de abril | 11:00 |     |
| Saprissa           | 3 - 1 | Ramonense    | Ricardo Saprissa | 21 de abril | 11:00 | 892 |
| Alajuelense        | 6 - 1 | Guanacasteca | Morera Soto      | 21 de abril | 11:00 |     |
| Belén              | 0 - 0 | Cartaginés   | El Pedregal      | 21 de abril | 15:00 |     |
| Total de goles: 19 |       |              |                  |             |       |     |

| Turrialba          | 1 - 3 | Alajuelense   | Rafael Camacho   | 28 de abril | 11:00 |     |
| Herediano          | 2 - 0 | Guanacasteca  | Rosabal Cordero  | 28 de abril | 11:00 |     |
| San Carlos         | 2 - 2 | Saprissa      | Carlos Ugalde    | 28 de abril | 11:00 |     |
| Ramonense          | 3 - 2 | Cartaginés    | Guillermo Vargas | 28 de abril | 11:00 | 226 |
| Belén              | 2 - 0 | Pérez Zeledón | El Pedregal      | 28 de abril | 11:00 |     |
| Carmelita          | 1 - 1 | Puntarenas    | Morera Soto      | 28 de abril | 11:00 | 220 |
| Total de goles: 19 |       |               |                  |             |       |     |

| Pérez Zeledón      | 3 - 0 | Ramonense  | Municipal        | 1 de mayo | 11:00 |       |
| Guanacasteca       | 3 - 2 | Turrialba  | Chorotega        | 1 de mayo | 11:00 |       |
| San Carlos         | 1 - 1 | Cartaginés | Carlos Ugalde    | 1 de mayo | 11:00 |       |
| Saprissa           | 4 - 1 | Carmelita  | Ricardo Saprissa | 1 de mayo | 11:00 |       |
| Puntarenas         | 1 - 1 | Herediano  | Lito Pérez       | 1 de mayo | 11:00 | 703   |
| Alajuelense        | 2 - 1 | Belén      | Morera Soto      | 1 de mayo | 11:00 | 7 183 |
| Total de goles: 20 |       |            |                  |           |       |       |

## Fase final

### Cuadro de desarrollo
|  | Cuartos de final | Cuartos de final | Cuartos de final | Cuartos de final | Cuartos de final |   |             | Semifinales | Semifinales | Semifinales | Semifinales | Semifinales |  |             | Final de segunda ronda | Final de segunda ronda | Final de segunda ronda | Final de segunda ronda | Final de segunda ronda |  |             | Gran final  | Gran final | Gran final | Gran final | Gran final |  |
|  |                  |                  |                  |                  |                  |   |             |             |             |             |             |             |  |             |                        |                        |                        |                        |                        |  |             |             |            |            |            |            |  |
|  |                  |                  |                  |                  |                  |   |             |             |             |             |             |             |  |             |                        |                        |                        |                        |                        |  |             |             |            |            |            |            |  |
|  | Alajuelense      | Alajuelense      | 2                | 3                | 5                |   |             |             |             |             |             |             |  |             |                        |                        |                        |                        |                        |  |             |             |            |            |            |            |  |
|  | Alajuelense      | Alajuelense      | 2                | 3                | 5                |   |             |             |             |             |             |             |  |             |                        |                        |                        |                        |                        |  |             |             |            |            |            |            |  |
|  | Belén            | Belén            | 2                | 1                | 3                |   |             |             |             |             |             |             |  |             |                        |                        |                        |                        |                        |  |             |             |            |            |            |            |  |
|  | Belén            | Belén            | 2                | 1                | 3                |   | Alajuelense | Alajuelense | 4           | 2           | 6           |             |  |             |                        |                        |                        |                        |                        |  |             |             |            |            |            |            |  |
|  |                  |                  |                  |                  |                  |   | Alajuelense | Alajuelense | 4           | 2           | 6           |             |  |             |                        |                        |                        |                        |                        |  |             |             |            |            |            |            |  |
|  |                  |                  | Saprissa         | Saprissa         | 2                | 3 | 5           |             |             |             |             |             |  |             |                        |                        |                        |                        |                        |  |             |             |            |            |            |            |  |
|  | Saprissa         | Saprissa         | Saprissa         | Saprissa         | 2                | 3 | 5           | 3           | 3           | 6           |             |             |  |             |                        |                        |                        |                        |                        |  |             |             |            |            |            |            |  |
|  | Saprissa         | Saprissa         |                  |                  |                  |   |             |             |             | 6           |             |             |  |             |                        |                        |                        |                        |                        |  |             |             |            |            |            |            |  |
|  | San Carlos       | San Carlos       | 2                | 0                | 2                |   |             |             |             |             |             |             |  |             |                        |                        |                        |                        |                        |  |             |             |            |            |            |            |  |
|  | San Carlos       | San Carlos       | 2                | 0                | 2                |   |             |             |             |             |             |             |  | Alajuelense | Alajuelense            | 0                      | 2                      | 2                      |                        |  |             |             |            |            |            |            |  |
|  |                  |                  |                  |                  |                  |   |             |             |             |             |             |             |  | Alajuelense | Alajuelense            | 0                      | 2                      | 2                      |                        |  |             |             |            |            |            |            |  |
|  |                  |                  | Cartaginés       | Cartaginés       | 1                | 2 | 3           |             |             |             |             |             |  |             |                        |                        |                        |                        |                        |  |             |             |            |            |            |            |  |
|  | Herediano        | Herediano        | Cartaginés       | Cartaginés       | 1                | 2 | 3           | 0           | 2           | 2           |             |             |  |             |                        |                        |                        |                        |                        |  |             |             |            |            |            |            |  |
|  | Herediano        | Herediano        |                  |                  |                  |   |             |             |             | 2           |             |             |  |             |                        |                        |                        |                        |                        |  |             |             |            |            |            |            |  |
|  | Puntarenas       | Puntarenas       | 0                | 0                | 0                |   |             |             |             |             |             |             |  |             |                        |                        |                        |                        |                        |  |             |             |            |            |            |            |  |
|  | Puntarenas       | Puntarenas       | 0                | 0                | 0                |   | Herediano   | Herediano   | 1           | 0           | 1 (0)       |             |  |             |                        |                        |                        |                        |                        |  |             |             |            |            |            |            |  |
|  |                  |                  |                  |                  |                  |   | Herediano   | Herediano   | 1           | 0           | 1 (0)       |             |  |             |                        |                        |                        |                        |                        |  |             |             |            |            |            |            |  |
|  |                  |                  | Cartaginés       | Cartaginés       | 0                | 1 | 1 (2)       |             |             |             |             |             |  |             |                        |                        |                        |                        |                        |  |             |             |            |            |            |            |  |
|  | Cartaginés       | Cartaginés       | Cartaginés       | Cartaginés       | 0                | 1 | 1 (2)       | 1           | 3           | 4           |             |             |  |             |                        |                        |                        |                        |                        |  |             |             |            |            |            |            |  |
|  | Cartaginés       | Cartaginés       |                  |                  |                  |   |             |             |             | 4           |             |             |  |             |                        |                        |                        |                        |                        |  |             |             |            |            |            |            |  |
|  | Ramonense        | Ramonense        | 3                | 0                | 3                |   |             |             |             |             |             |             |  |             |                        |                        |                        |                        |                        |  |             |             |            |            |            |            |  |
|  | Ramonense        | Ramonense        | 3                | 0                | 3                |   |             |             |             |             |             |             |  |             |                        |                        |                        |                        |                        |  | Alajuelense | Alajuelense | 3          | 1          | 4          |            |  |
|  |                  |                  |                  |                  |                  |   |             |             |             |             |             |             |  |             |                        |                        |                        |                        |                        |  | Alajuelense | Alajuelense | 3          | 1          | 4          |            |  |
|  |                  |                  | Cartaginés       | Cartaginés       | 1                | 1 | 2           |             |             |             |             |             |  |             |                        |                        |                        |                        |                        |  |             |             |            |            |            |            |  |
|  |                  |                  | Cartaginés       | Cartaginés       | 1                | 1 | 2           |             |             |             |             |             |  |             |                        |                        |                        |                        |                        |  |             |             |            |            |            |            |  |
|  |                  |                  |                  |                  |                  |   |             |             |             |             |             |             |  |             |                        |                        |                        |                        |                        |  |             |             |            |            |            |            |  |
|  |                  |                  |                  |                  |                  |   |             |             |             |             |             |             |  |             |                        |                        |                        |                        |                        |  |             |             |            |            |            |            |  |
|  |                  |                  |                  |                  |                  |   |             |             |             |             |             |             |  |             |                        |                        |                        |                        |                        |  |             |             |            |            |            |            |  |
|  |                  |                  |                  |                  |                  |   |             |             |             |             |             |             |  |             |                        |                        |                        |                        |                        |  |             |             |            |            |            |            |  |
|  |                  |                  |                  |                  |                  |   |             |             |             |             |             |             |  |             |                        |                        |                        |                        |                        |  |             |             |            |            |            |            |  |
|  |                  |                  |                  |                  |                  |   |             |             |             |             |             |             |  |             |                        |                        |                        |                        |                        |  |             |             |            |            |            |            |  |
|  |                  |                  |                  |                  |                  |   |             |             |             |             |             |             |  |             |                        |                        |                        |                        |                        |  |             |             |            |            |            |            |  |
|  |                  |                  |                  |                  |                  |   |             |             |             |             |             |             |  |             |                        |                        |                        |                        |                        |  |             |             |            |            |            |            |  |
|  |                  |                  |                  |                  |                  |   |             |             |             |             |             |             |  |             |                        |                        |                        |                        |                        |  |             |             |            |            |            |            |  |
|  |                  |                  |                  |                  |                  |   |             |             |             |             |             |             |  |             |                        |                        |                        |                        |                        |  |             |             |            |            |            |            |  |
|  |                  |                  |                  |                  |                  |   |             |             |             |             |             |             |  |             |                        |                        |                        |                        |                        |  |             |             |            |            |            |            |  |
|  |                  |                  |                  |                  |                  |   |             |             |             |             |             |             |  |             |                        |                        |                        |                        |                        |  |             |             |            |            |            |            |  |
|  |                  |                  |                  |                  |                  |   |             |             |             |             |             |             |  |             |                        |                        |                        |                        |                        |  |             |             |            |            |            |            |  |
|  |                  |                  |                  |                  |                  |   |             |             |             |             |             |             |  |             |                        |                        |                        |                        |                        |  |             |             |            |            |            |            |  |
|  |                  |                  |                  |                  |                  |   |             |             |             |             |             |             |  |             |                        |                        |                        |                        |                        |  |             |             |            |            |            |            |  |
|  |                  |                  |                  |                  |                  |   |             |             |             |             |             |             |  |             |                        |                        |                        |                        |                        |  |             |             |            |            |            |            |  |
|  |                  |                  |                  |                  |                  |   |             |             |             |             |             |             |  |             |                        |                        |                        |                        |                        |  |             |             |            |            |            |            |  |
|  |                  |                  |                  |                  |                  |   |             |             |             |             |             |             |  |             |                        |                        |                        |                        |                        |  |             |             |            |            |            |            |  |
|  |                  |                  |                  |                  |                  |   |             |             |             |             |             |             |  |             |                        |                        |                        |                        |                        |  |             |             |            |            |            |            |  |
|  |                  |                  |                  |                  |                  |   |             |             |             |             |             |             |  |             |                        |                        |                        |                        |                        |  |             |             |            |            |            |            |  |
|  |                  |                  |                  |                  |                  |   |             |             |             |             |             |             |  |             |                        |                        |                        |                        |                        |  |             |             |            |            |            |            |  |
|  |                  |                  |                  |                  |                  |   |             |             |             |             |             |             |  |             |                        |                        |                        |                        |                        |  |             |             |            |            |            |            |  |

### Promoción por la permanencia
Disputaron la serie el penúltimo de la clasificación general y el subcampeón de la segunda categoría.

#### Turrialba vs. Universidad de Costa Rica
| Ida; 15 de mayo de 1996, 20:00 | Universidad de Costa Rica | 0:1 (0:0) | Municipal Turrialba          | Estadio Morera Soto, Alajuela                             |                                                           |
|                                |                           | Reporte   | - Marvin Obando 90+1' (t.l.) | Asistencia: 101 espectadores Árbitro(s): Víctor Rodríguez | Asistencia: 101 espectadores Árbitro(s): Víctor Rodríguez |

| Vuelta; 19 de mayo de 1996, 11:00 | Municipal Turrialba                                         | 3:2 (1:1) (Global 4:2) | Universidad de Costa Rica                        | Estadio Rafael Camacho, Turrialba, Cartago             |                                                        |
|                                   | - Mario Guadamuz 25' - Róger Gómez 53' - Adrián Leandro 63' | Reporte                | - Rolando Castillo 22' - Albin Gamboa 77' (pen.) | Asistencia: 599 espectadores Árbitro(s): Marvin Amores | Asistencia: 599 espectadores Árbitro(s): Marvin Amores |

### Cuartos de final

#### Alajuelense vs. Belén
| Ida; 9 de junio de 1996, 11:00 | A. D. Belén                             | 2:2 (0:2) | L. D. Alajuelense       | Estadio El Pedregal, Belén, Heredia |                           |
|                                | - Sergio Morales 71' - Allan Oviedo 77' | Reporte   | - Rónald Gómez 20', 37' | Árbitro(s): Yoccer Molina           | Árbitro(s): Yoccer Molina |

| Vuelta; 16 de junio de 1996, 11:00 | L. D. Alajuelense                               | 3:1 (2:0) (Global 5:3) | A. D. Belén          | Estadio Morera Soto, Alajuela |                            |
|                                    | - Josef Miso 24' - Rónald Gómez 35' (pen.), 76' | Reporte                | - Luis Fernández 74' | Árbitro(s): Greivin Porras    | Árbitro(s): Greivin Porras |

#### Saprissa vs. San Carlos
| Ida; 9 de junio de 1996, 11:00 | A. D. San Carlos                             | 2:3 (0:1) | Deportivo Saprissa                        | Estadio Carlos Ugalde, San Carlos, Alajuela |                             |
|                                | - Ricardo Sauma 51' (pen.) - Juan García 57' | Reporte   | - Rolando Fonseca 9', 68' - Roy Myers 47' | Árbitro(s): Rodrigo Badilla                 | Árbitro(s): Rodrigo Badilla |

| Vuelta; 16 de junio de 1996, 11:00 | Deportivo Saprissa                                                   | 3:0 (2:0) (Global 6:2) | A. D. San Carlos | Estadio Ricardo Saprissa, Tibás, San José |                           |
|                                    | - Ronald González 18' (pen.) - Roy Myers 27' - Rolando Fonseca 90+3' | Reporte                |                  | Árbitro(s): Marvin Amores                 | Árbitro(s): Marvin Amores |

#### Herediano vs. Puntarenas
| Ida; 9 de junio de 1996, 12:00 | Municipal Puntarenas | 0:0     | C. S. Herediano | Estadio "Lito" Pérez, Puntarenas |                               |
|                                |                      | Reporte |                 | Árbitro(s): Carlos Luis Astúa    | Árbitro(s): Carlos Luis Astúa |

| Vuelta; 16 de junio de 1996, 11:00 | C. S. Herediano                                  | 2:0 (0:0) (Global 2:0) | Municipal Puntarenas | Estadio Rosabal Cordero, Heredia                          |                                                           |
|                                    | - Jimmy Yuseps 64' - Kenneth Paniagua 80' (pen.) | Reporte                |                      | Asistencia: 5 046 espectadores Árbitro(s): William Mattus | Asistencia: 5 046 espectadores Árbitro(s): William Mattus |

#### Cartaginés vs. Ramonense
| Ida; 9 de junio de 1996, 11:00 | A. D. Ramonense                                      | 3:1 (2:0) | C. S. Cartaginés   | Estadio Guillermo Vargas, San Ramón, Alajuela          |                                                        |
|                                | - Kervin Lacey 29' - Geovanny Castro 36', 64' (pen.) | Reporte   | - Miguel Davis 52' | Asistencia: 531 espectadores Árbitro(s): Carlos Torres | Asistencia: 531 espectadores Árbitro(s): Carlos Torres |

| Vuelta; 16 de junio de 1996, 11:00 | C. S. Cartaginés               | 3:0 (3:0) (Global 4:3) | A. D. Ramonense | Estadio "Fello" Meza, Cartago                              |                                                            |
|                                    | - Jewison Bennett 3', 21', 28' | Reporte                |                 | Asistencia: 953 espectadores Árbitro(s): Ramón Luis Méndez | Asistencia: 953 espectadores Árbitro(s): Ramón Luis Méndez |

### Semifinales

#### Alajuelense vs. Saprissa
| Ida; 23 de junio de 1996, 11:00 | Deportivo Saprissa                          | 2:4 (0:2) | L. D. Alajuelense                                                                 | Estadio Ricardo Saprissa, Tibás, San José |                              |
|                                 | - Rolando Fonseca 56' - Michael Myers 90+1' | Reporte   | - Luis Marín 26' - Luis Diego Arnáez 45' - Froylán Ledezma 66' - Rónald Gómez 88' | Árbitro(s): Víctor Rodríguez              | Árbitro(s): Víctor Rodríguez |

| Vuelta; 30 de junio de 1996, 11:00 | L. D. Alajuelense                         | 2:3 (0:1) (Global 6:5) | Deportivo Saprissa                              | Estadio Morera Soto, Alajuela |                              |
|                                    | - Nahamán González 46' - Rónald Gómez 65' | Reporte                | - Rolando Fonseca 4', 83' - Gerald Drummond 85' | Árbitro(s): Ronald Gutiérrez  | Árbitro(s): Ronald Gutiérrez |

#### Herediano vs. Cartaginés
| Ida; 23 de junio de 1996, 11:00 | C. S. Cartaginés          | 1:0 (0:0) | C. S. Herediano | Estadio "Fello" Meza, Cartago                               |                                                             |
|                                 | - Marco Tulio Hidalgo 65' | Reporte   |                 | Asistencia: 2 682 espectadores Árbitro(s): Ronald Gutiérrez | Asistencia: 2 682 espectadores Árbitro(s): Ronald Gutiérrez |

| Vuelta; 30 de junio de 1996, 11:00 | C. S. Herediano                                                  | 1:0 (1:0, 1:0) (0:2 p.)(Global 1:1) | C. S. Cartaginés                                                        | Estadio Rosabal Cordero, Heredia |                          |
|                                    | - Nicolás Suazo 9'                                               | Reporte                             |                                                                         | Árbitro(s): Olger Mejías         | Árbitro(s): Olger Mejías |
|                                    |                                                                  | Tiros desde el punto penal          |                                                                         |                                  |                          |
|                                    | - Sandro Alfaro - Nicolás Suazo - Paulo Wanchope - Floyd Guthrie |                                     | - Norman Gómez - Alexánder Madrigal - Humberto Brenes - Alexander Gómez |                                  |                          |

### Final de segunda ronda

#### Alajuelense vs. Cartaginés
| Ida; 7 de julio de 1996, 11:00 | C. S. Cartaginés          | 1:0 (0:0) | L. D. Alajuelense | Estadio "Fello" Meza, Cartago                                 |                                                               |
|                                | - Norman Gómez 64' (pen.) | Reporte   |                   | Asistencia: 10 108 espectadores Árbitro(s): Ramón Luis Méndez | Asistencia: 10 108 espectadores Árbitro(s): Ramón Luis Méndez |

| Vuelta; 14 de julio de 1996, 11:00 | L. D. Alajuelense                         | 2:2 (1:1) (Global 2:3) | C. S. Cartaginés               | Estadio Morera Soto, Alajuela |                          |
|                                    | - Austin Berry 11' - Nahamán González 55' | Reporte                | - Norman Gómez 26' (pen.), 58' | Árbitro(s): Olger Mejías      | Árbitro(s): Olger Mejías |

## Gran final
Disputaron la gran final el líder de la primera fase y el vencedor de la segunda fase.

### Alajuelense vs. Cartaginés
| Ida; 21 de julio de 1996, 11:00 | C. S. Cartaginés          | 1:3 (1:2) | L. D. Alajuelense                               | Estadio "Fello" Meza, Cartago |                               |
|                                 | - Norman Gómez 24' (pen.) | Reporte   | - Froylán Ledezma 15', 27' - Bernal Mullins 65' | Árbitro(s): Carlos Luis Astúa | Árbitro(s): Carlos Luis Astúa |

| Vuelta; 31 de julio de 1996, 19:00 | L. D. Alajuelense         | 1:1 (0:0) (Global 4:2) | C. S. Cartaginés      | Estadio Morera Soto, Alajuela                                 |                                                               |
|                                    | - Rónald Gómez 77' (pen.) | Reporte                | - Jewison Bennett 75' | Asistencia: 17 157 espectadores Árbitro(s): Ramón Luis Méndez | Asistencia: 17 157 espectadores Árbitro(s): Ramón Luis Méndez |

#### Final - ida
| -     | POR   | Hermidio Barrantes      |     |
|       | DEF   | Alexander Gómez         | 76' |
|       | DEF   | Enrique Smith           |     |
|       | DEF   | Maximilien Peynado      |     |
|       | DEF   | Alexánder Madrigal      |     |
|       | MED   | Marco Tulio Hidalgo     |     |
|       | MED   | Luis Claudio Dos Santos | 72' |
|       | MED   | Miguel Davis            |     |
|       | MED   | Francisco Acuña         | 60' |
|       | DEL   | Jewison Bennett         |     |
|       | DEL   | Norman Gómez            |     |
| D. T. | D. T. | Rolando Villalobos      |     |

| -     | POR   | Álvaro Mesén      |     |
|       | DEF   | Harold Wallace    |     |
|       | DEF   | Mauricio Montero  |     |
|       | DEF   | Óscar Valverde    |     |
|       | DEF   | Luis Marín        |     |
|       | MED   | Víctor Badilla    | 81' |
|       | MED   | Nahamán González  |     |
|       | MED   | Wilmer López      |     |
|       | MED   | Luis Diego Arnáez | 76' |
|       | DEL   | Bernal Mullins    | 84' |
|       | DEL   | Froylán Ledezma   |     |
| D. T. | D. T. | Valdeir Vieira    |     |

| - | DEL | Everaldo Da Costa  | 60' |
|   | MED | Cristian Mena      | 72' |
|   | DEF | Evaristo Contreras | 76' |

| - | MED | Joaquín Guillén  | 76' |
|   | MED | Alexander Víquez | 81' |
|   | DEL | Josef Miso       | 84' |

| 24' | Norman Gómez | 1:1 |

| 15' · 27' · 65' | Froylán Ledezma Bernal Mullins | 0:1 1:2 1:3 |

| Amonestado | Everaldo Da Costa |

| Amonestado · Amonestado | Nahamán González Froylán Ledezma |

| 70' | Marco Tulio Hidalgo |

| Principal  | Carlos Luis Astúa    |
| Asistentes | Efraín Rodríguez     |
|            | José Fabio Barrantes |

| -     | POR   | Hermidio Barrantes      |     |
|       | DEF   | Alexander Gómez         | 76' |
|       | DEF   | Enrique Smith           |     |
|       | DEF   | Maximilien Peynado      |     |
|       | DEF   | Alexánder Madrigal      |     |
|       | MED   | Marco Tulio Hidalgo     |     |
|       | MED   | Luis Claudio Dos Santos | 72' |
|       | MED   | Miguel Davis            |     |
|       | MED   | Francisco Acuña         | 60' |
|       | DEL   | Jewison Bennett         |     |
|       | DEL   | Norman Gómez            |     |
| D. T. | D. T. | Rolando Villalobos      |     |

| -     | POR   | Álvaro Mesén      |     |
|       | DEF   | Harold Wallace    |     |
|       | DEF   | Mauricio Montero  |     |
|       | DEF   | Óscar Valverde    |     |
|       | DEF   | Luis Marín        |     |
|       | MED   | Víctor Badilla    | 81' |
|       | MED   | Nahamán González  |     |
|       | MED   | Wilmer López      |     |
|       | MED   | Luis Diego Arnáez | 76' |
|       | DEL   | Bernal Mullins    | 84' |
|       | DEL   | Froylán Ledezma   |     |
| D. T. | D. T. | Valdeir Vieira    |     |

| - | DEL | Everaldo Da Costa  | 60' |
|   | MED | Cristian Mena      | 72' |
|   | DEF | Evaristo Contreras | 76' |

| - | MED | Joaquín Guillén  | 76' |
|   | MED | Alexander Víquez | 81' |
|   | DEL | Josef Miso       | 84' |

| 24' | Norman Gómez | 1:1 |

| 15' · 27' · 65' | Froylán Ledezma Bernal Mullins | 0:1 1:2 1:3 |

| Amonestado | Everaldo Da Costa |

| Amonestado · Amonestado | Nahamán González Froylán Ledezma |

| 70' | Marco Tulio Hidalgo |

| Principal  | Carlos Luis Astúa    |
| Asistentes | Efraín Rodríguez     |
|            | José Fabio Barrantes |

| -     | POR   | Hermidio Barrantes      |     |
|       | DEF   | Alexander Gómez         | 76' |
|       | DEF   | Enrique Smith           |     |
|       | DEF   | Maximilien Peynado      |     |
|       | DEF   | Alexánder Madrigal      |     |
|       | MED   | Marco Tulio Hidalgo     |     |
|       | MED   | Luis Claudio Dos Santos | 72' |
|       | MED   | Miguel Davis            |     |
|       | MED   | Francisco Acuña         | 60' |
|       | DEL   | Jewison Bennett         |     |
|       | DEL   | Norman Gómez            |     |
| D. T. | D. T. | Rolando Villalobos      |     |

| -     | POR   | Álvaro Mesén      |     |
|       | DEF   | Harold Wallace    |     |
|       | DEF   | Mauricio Montero  |     |
|       | DEF   | Óscar Valverde    |     |
|       | DEF   | Luis Marín        |     |
|       | MED   | Víctor Badilla    | 81' |
|       | MED   | Nahamán González  |     |
|       | MED   | Wilmer López      |     |
|       | MED   | Luis Diego Arnáez | 76' |
|       | DEL   | Bernal Mullins    | 84' |
|       | DEL   | Froylán Ledezma   |     |
| D. T. | D. T. | Valdeir Vieira    |     |

| - | DEL | Everaldo Da Costa  | 60' |
|   | MED | Cristian Mena      | 72' |
|   | DEF | Evaristo Contreras | 76' |

| - | MED | Joaquín Guillén  | 76' |
|   | MED | Alexander Víquez | 81' |
|   | DEL | Josef Miso       | 84' |

| 24' | Norman Gómez | 1:1 |

| 15' · 27' · 65' | Froylán Ledezma Bernal Mullins | 0:1 1:2 1:3 |

| Amonestado | Everaldo Da Costa |

| Amonestado · Amonestado | Nahamán González Froylán Ledezma |

| 70' | Marco Tulio Hidalgo |

| Principal  | Carlos Luis Astúa    |
| Asistentes | Efraín Rodríguez     |
|            | José Fabio Barrantes |

| -     | POR   | Hermidio Barrantes      |     |
|       | DEF   | Alexander Gómez         | 76' |
|       | DEF   | Enrique Smith           |     |
|       | DEF   | Maximilien Peynado      |     |
|       | DEF   | Alexánder Madrigal      |     |
|       | MED   | Marco Tulio Hidalgo     |     |
|       | MED   | Luis Claudio Dos Santos | 72' |
|       | MED   | Miguel Davis            |     |
|       | MED   | Francisco Acuña         | 60' |
|       | DEL   | Jewison Bennett         |     |
|       | DEL   | Norman Gómez            |     |
| D. T. | D. T. | Rolando Villalobos      |     |

| -     | POR   | Álvaro Mesén      |     |
|       | DEF   | Harold Wallace    |     |
|       | DEF   | Mauricio Montero  |     |
|       | DEF   | Óscar Valverde    |     |
|       | DEF   | Luis Marín        |     |
|       | MED   | Víctor Badilla    | 81' |
|       | MED   | Nahamán González  |     |
|       | MED   | Wilmer López      |     |
|       | MED   | Luis Diego Arnáez | 76' |
|       | DEL   | Bernal Mullins    | 84' |
|       | DEL   | Froylán Ledezma   |     |
| D. T. | D. T. | Valdeir Vieira    |     |

| - | DEL | Everaldo Da Costa  | 60' |
|   | MED | Cristian Mena      | 72' |
|   | DEF | Evaristo Contreras | 76' |

| - | MED | Joaquín Guillén  | 76' |
|   | MED | Alexander Víquez | 81' |
|   | DEL | Josef Miso       | 84' |

| 24' | Norman Gómez | 1:1 |

| 15' · 27' · 65' | Froylán Ledezma Bernal Mullins | 0:1 1:2 1:3 |

| Amonestado | Everaldo Da Costa |

| Amonestado · Amonestado | Nahamán González Froylán Ledezma |

| 70' | Marco Tulio Hidalgo |

| Principal  | Carlos Luis Astúa    |
| Asistentes | Efraín Rodríguez     |
|            | José Fabio Barrantes |

#### Final - vuelta
| -     | POR   | Álvaro Mesén      |     |
|       | DEF   | Óscar Valverde    |     |
|       | DEF   | Mauricio Montero  |     |
|       | DEF   | Luis Marín        |     |
|       | DEF   | Harold Wallace    |     |
|       | MED   | Luis Diego Arnáez | 80' |
|       | MED   | Nahamán González  |     |
|       | MED   | Wilmer López      |     |
|       | MED   | Víctor Badilla    |     |
|       | DEL   | Rónald Gómez      |     |
|       | DEL   | Froylán Ledezma   | 84' |
| D. T. | D. T. | Valdeir Vieira    |     |

| -     | POR   | Hermidio Barrantes |     |
|       | DEF   | Alexander Gómez    |     |
|       | DEF   | Enrique Smith      |     |
|       | DEF   | Alexánder Madrigal |     |
|       | DEF   | Maximilien Peynado | 83' |
|       | MED   | Evaristo Contreras |     |
|       | MED   | Miguel Davis       |     |
|       | MED   | Humberto Brenes    |     |
|       | MED   | Vernan Mesén       | 69' |
|       | DEL   | Jewison Bennett    |     |
|       | DEL   | Norman Gómez       |     |
| D. T. | D. T. | Rolando Villalobos |     |

| - | DEF | Javier Delgado | 80' |
|   | DEL | Bernal Mullins | 84' |

| - | MED | Heriberto Quirós | 69' |
|   | DEL | Erick Rodríguez  | 83' |

| 77' | Rónald Gómez | 1:1 |

| 75' | Jewison Bennett | 0:1 |

| Amonestado · Amonestado | Luis Marín Wilmer López |

| Amonestado · Amonestado · Amonestado · Amonestado | Maximilien Peynado Norman Gómez Alexánder Madrigal Miguel Davis |

| 78' | Evaristo Contreras |

| Principal  | Ramón Luis Méndez |
| Asistentes | Rodolfo Ledezma   |
|            | Jorge Cantillano  |

| -     | POR   | Álvaro Mesén      |     |
|       | DEF   | Óscar Valverde    |     |
|       | DEF   | Mauricio Montero  |     |
|       | DEF   | Luis Marín        |     |
|       | DEF   | Harold Wallace    |     |
|       | MED   | Luis Diego Arnáez | 80' |
|       | MED   | Nahamán González  |     |
|       | MED   | Wilmer López      |     |
|       | MED   | Víctor Badilla    |     |
|       | DEL   | Rónald Gómez      |     |
|       | DEL   | Froylán Ledezma   | 84' |
| D. T. | D. T. | Valdeir Vieira    |     |

| -     | POR   | Hermidio Barrantes |     |
|       | DEF   | Alexander Gómez    |     |
|       | DEF   | Enrique Smith      |     |
|       | DEF   | Alexánder Madrigal |     |
|       | DEF   | Maximilien Peynado | 83' |
|       | MED   | Evaristo Contreras |     |
|       | MED   | Miguel Davis       |     |
|       | MED   | Humberto Brenes    |     |
|       | MED   | Vernan Mesén       | 69' |
|       | DEL   | Jewison Bennett    |     |
|       | DEL   | Norman Gómez       |     |
| D. T. | D. T. | Rolando Villalobos |     |

| - | DEF | Javier Delgado | 80' |
|   | DEL | Bernal Mullins | 84' |

| - | MED | Heriberto Quirós | 69' |
|   | DEL | Erick Rodríguez  | 83' |

| 77' | Rónald Gómez | 1:1 |

| 75' | Jewison Bennett | 0:1 |

| Amonestado · Amonestado | Luis Marín Wilmer López |

| Amonestado · Amonestado · Amonestado · Amonestado | Maximilien Peynado Norman Gómez Alexánder Madrigal Miguel Davis |

| 78' | Evaristo Contreras |

| Principal  | Ramón Luis Méndez |
| Asistentes | Rodolfo Ledezma   |
|            | Jorge Cantillano  |

| -     | POR   | Álvaro Mesén      |     |
|       | DEF   | Óscar Valverde    |     |
|       | DEF   | Mauricio Montero  |     |
|       | DEF   | Luis Marín        |     |
|       | DEF   | Harold Wallace    |     |
|       | MED   | Luis Diego Arnáez | 80' |
|       | MED   | Nahamán González  |     |
|       | MED   | Wilmer López      |     |
|       | MED   | Víctor Badilla    |     |
|       | DEL   | Rónald Gómez      |     |
|       | DEL   | Froylán Ledezma   | 84' |
| D. T. | D. T. | Valdeir Vieira    |     |

| -     | POR   | Hermidio Barrantes |     |
|       | DEF   | Alexander Gómez    |     |
|       | DEF   | Enrique Smith      |     |
|       | DEF   | Alexánder Madrigal |     |
|       | DEF   | Maximilien Peynado | 83' |
|       | MED   | Evaristo Contreras |     |
|       | MED   | Miguel Davis       |     |
|       | MED   | Humberto Brenes    |     |
|       | MED   | Vernan Mesén       | 69' |
|       | DEL   | Jewison Bennett    |     |
|       | DEL   | Norman Gómez       |     |
| D. T. | D. T. | Rolando Villalobos |     |

| - | DEF | Javier Delgado | 80' |
|   | DEL | Bernal Mullins | 84' |

| - | MED | Heriberto Quirós | 69' |
|   | DEL | Erick Rodríguez  | 83' |

| 77' | Rónald Gómez | 1:1 |

| 75' | Jewison Bennett | 0:1 |

| Amonestado · Amonestado | Luis Marín Wilmer López |

| Amonestado · Amonestado · Amonestado · Amonestado | Maximilien Peynado Norman Gómez Alexánder Madrigal Miguel Davis |

| 78' | Evaristo Contreras |

| Principal  | Ramón Luis Méndez |
| Asistentes | Rodolfo Ledezma   |
|            | Jorge Cantillano  |

| -     | POR   | Álvaro Mesén      |     |
|       | DEF   | Óscar Valverde    |     |
|       | DEF   | Mauricio Montero  |     |
|       | DEF   | Luis Marín        |     |
|       | DEF   | Harold Wallace    |     |
|       | MED   | Luis Diego Arnáez | 80' |
|       | MED   | Nahamán González  |     |
|       | MED   | Wilmer López      |     |
|       | MED   | Víctor Badilla    |     |
|       | DEL   | Rónald Gómez      |     |
|       | DEL   | Froylán Ledezma   | 84' |
| D. T. | D. T. | Valdeir Vieira    |     |

| -     | POR   | Hermidio Barrantes |     |
|       | DEF   | Alexander Gómez    |     |
|       | DEF   | Enrique Smith      |     |
|       | DEF   | Alexánder Madrigal |     |
|       | DEF   | Maximilien Peynado | 83' |
|       | MED   | Evaristo Contreras |     |
|       | MED   | Miguel Davis       |     |
|       | MED   | Humberto Brenes    |     |
|       | MED   | Vernan Mesén       | 69' |
|       | DEL   | Jewison Bennett    |     |
|       | DEL   | Norman Gómez       |     |
| D. T. | D. T. | Rolando Villalobos |     |

| - | DEF | Javier Delgado | 80' |
|   | DEL | Bernal Mullins | 84' |

| - | MED | Heriberto Quirós | 69' |
|   | DEL | Erick Rodríguez  | 83' |

| 77' | Rónald Gómez | 1:1 |

| 75' | Jewison Bennett | 0:1 |

| Amonestado · Amonestado | Luis Marín Wilmer López |

| Amonestado · Amonestado · Amonestado · Amonestado | Maximilien Peynado Norman Gómez Alexánder Madrigal Miguel Davis |

| 78' | Evaristo Contreras |

| Principal  | Ramón Luis Méndez |
| Asistentes | Rodolfo Ledezma   |
|            | Jorge Cantillano  |

|                                       |
|                                       |
| Campeón L. D. Alajuelense 18.º título |

## Estadísticas

### Tabla de goleadores
Lista con los máximos anotadores de la temporada.
| Pos. | Jugador         | Equipo      | Goles |
| ---- | --------------- | ----------- | ----- |
| 1.º  | Rónald Gómez    | Alajuelense | 27    |
| 2.º  | Norman Gómez    | Cartaginés  | 23    |
| 3.º  | Allan Oviedo    | Belén       | 20    |
| =    | Nicolás Suazo   | Herediano   | 20    |
| 5.º  | Javier Wanchope | Saprissa    | 15    |
| 6.º  | Gilberth Solano | Belén       | 14    |
| 7.º  | Froylán Ledezma | Alajuelense | 13    |
| =    | Ronald Vega     | San Carlos  | 13    |

### Premios de la temporada
El 7 de agosto de 1996 se realizó la entrega de premios a lo mejor de la temporada por parte del Comité de Competición de la Fedefútbol.
| Premio                       | Ganador                                                                               |
| ---------------------------- | ------------------------------------------------------------------------------------- |
| Jugador más valioso          | Wilmer López                                                                          |
| Mejor jugador extranjero     | Luis Claudio Dos Santos                                                               |
| Novato del año               | Harold Wallace                                                                        |
| Guardameta del año           | Hermidio Barrantes                                                                    |
| Mejor entrenador extranjero  | Valdeir Vieira                                                                        |
| Mejor entrenador nacional    | Rolando Villalobos                                                                    |
| Mejor dirigente (compartido) | Carlos González (Carmelita) Rafael Palma (Cartaginés) Luis Alberto París (Puntarenas) |
| Mejor gol                    | Sandro Alfaro (jornada 22)                                                            |
| Mejor trío arbitral          | Ramón Luis Méndez (central) Hugo Cruz (asistente) Adrián Varela (asistente)           |
| Máximo goleador              | Rónald Gómez (27 goles)                                                               |
| Reconocimientos especiales   | Germán Chavarría (Fair Play FIFA) Ricardo Chacón (finalización de carrera)            |